# Energize Me
Energize Me to kolejny singel zespołu  After Forever wydany w 2007 roku przez Nuclear Blast. Do utworu został nakręcony teledysk.

## Lista utworów
1. "Energize Me (Radio Edit)" - 2:52
2. "Energize Me (Album Version)" - 3:09
3. "Sweet Enclosure" - 5:03

## Twórcy
- Floor Jansen - wokal
- Sander Gommans - gitara, growl
- Bas Maas - gitara
- Luuk van Gerven - gitara basowa
- Joost van den Broek - keyboard
- Andre Borgman - perkusja